# Vartofta Sportklubb
Vartofta Sportklubb, grundad 1944, är en idrottsförening i tätorten Vartofta i Falköpings kommun. Klubben inriktar sig främst på fotboll men inkluderar även en bordtennisrörelse. VSK:s herrlag håller för närvarande till i division 6. VSK:s damlag spelar just nu i division 4.